# Herseler Werth
Herseler Werth es una isla fluvial de Alemania que se encuentra entre Bonn y Colonia, en el pueblo de Bornheim-Hersel, parte del estado de Renania del Norte-Westfalia. Tiene una superficie de 14,8 hectáreas y 1,67 kilómetros de largo. Es una reserva natural, por tanto un espacio protegido. Desde diciembre de 1993, no hay acceso libre a la isla.
La isla esta cubierta por plantaciones de álamos, que fueron traídos después de la Segunda Guerra Mundial por la intervención humana.